# Galette des rois

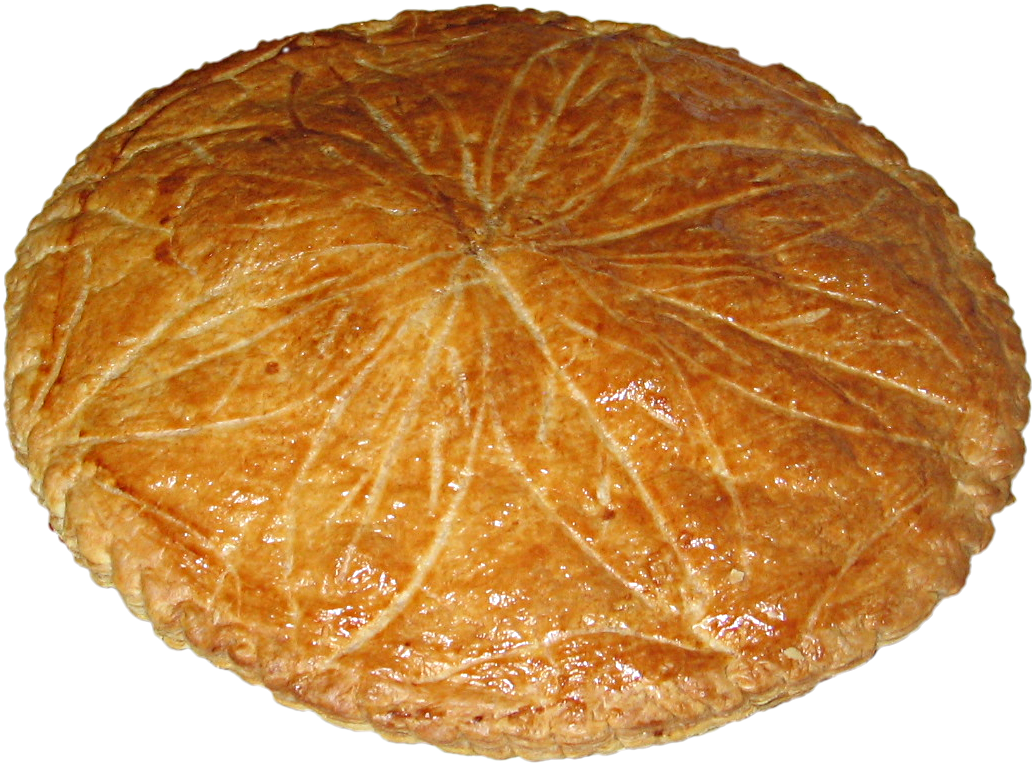
Współczesne ciasto Trzech Króli

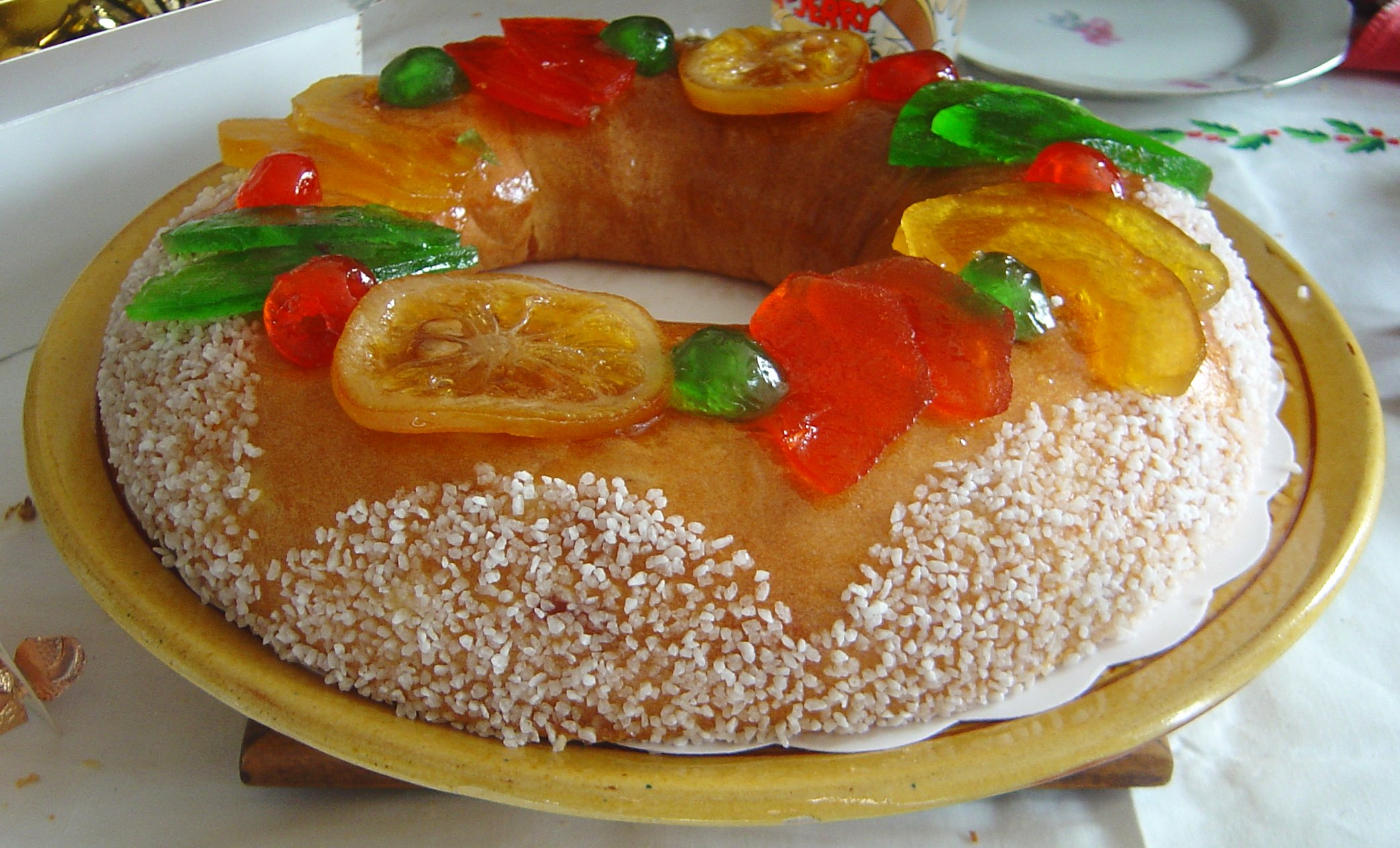
Gâteau des rois

Ciasto Trzech Króli, fr. galette des rois – ciasto pieczone we Francji z okazji święta Objawienia Pańskiego (czyli święta Trzech Króli), 6 stycznia. Tradycja dzielenia się ciastem 6 stycznia celebrowana jest przez 85% populacji.

## Ciasto

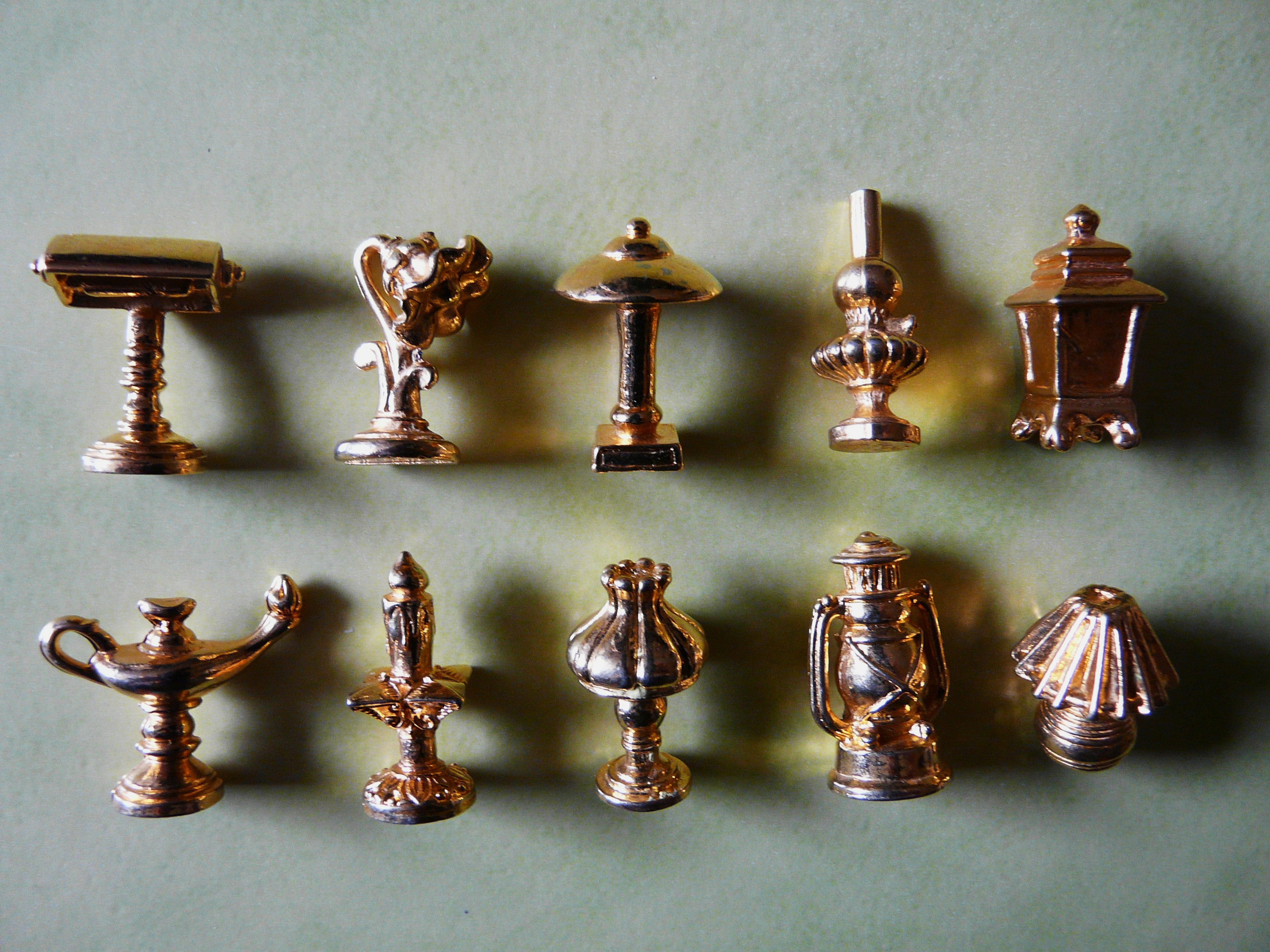
Fèves – figurki w kształcie lamp umieszczane w cieście Trzech Króli

We Francji stosowane są dwa różne przepisy, zależnie od regionu. Na północy kraju, w tym w Paryżu, króluje ciasto francuskie (pâte feuilletée), nadziewane masą migdałową (frangipane). Na południu popularne jest ciasto drożdżowe, ułożone na kształt złączonych bułek z kandyzowanymi rodzynkami w środku oraz skórką pomarańczową lub cytrynową. 70% francuskich smakoszy ciasta preferuje ciasto „francuskie” z masą migdałową, 11% ciasto drożdżowe (brioche des rois), a 8% ciasto z masą jabłkową.

### Rodzaje ciasta
- galette de rois traditionnelle (lub galette de Pithiviers) – tradycyjne, z ciasta francuskiego, nadziewane masą migdałową
- galette de Besançon lub galette comtoise – wschód Francji, z ciasta parzonego i cukru, bez innych dodatków
- gâteau des rois – południe Francji, z ciasta drożdżowego, nadziewane kandyzowanymi owocami[2][3]

## Historia
Zwyczaj konsumpcji specjalnie na tę okazję przygotowanego ciasta sięga XIV wieku. Tradycyjnie w każdym cieście znajdowało się ziarno bobu (fève) i osoba, która odkrywała w swoim kawałku ciasta owo ziarno, stawała się „królem” (lub „królową”), i nosiła przygotowaną specjalnie na tę okazję koronę. Zwyczaj koronowania wywodzi się z XV wieku. Tradycyjnie ciasto dzielono na tyle części, ilu było uczestników uczty, zostawiając jeden kawałek, zwany part du pauvre, przeznaczony dla pierwszego biedaka, który przekroczył progi domu. Z czasem ziarna zastąpiono figurkami i tak pod koniec XVIII wieku w ciastach pojawiły się figurki porcelanowe, przedstawiające postać Dzieciątka Jezus. Ciasto Trzech Króli zjadano również na dworze królewskim, a kobieta, która znalazła ziarno bobu, zostawała na jeden dzień królową Francji i miała prawo do jednego życzenia spełnianego przez króla (grâces et gentillesse). Zwyczaj ten zlikwidował Ludwik XIV. Z powodu klęski głodu w 1711 r. na pewien czas zabroniono wypiekania ciasta – mąka miała być używana jedynie do pieczenia chleba. Podczas rewolucji francuskiej nazwę samego ciasta zmieniono na „ciasto równości” (la galette d'égalité). Figurki lub bób zastąpiono wówczas porcelanową czapką frygijską. Obecnie kształt figurki zależy od wyobraźni piekarza, a sam przedmiot jest często kolekcjonowany (nazwa kolekcjonera takich zabawek to w języku francuskim fabophile). Zwyczajowi temu przypisuje się korzenie w tradycjach starożytnego Rzymu, a konkretnie w Saturnaliach.

## Konsumpcja

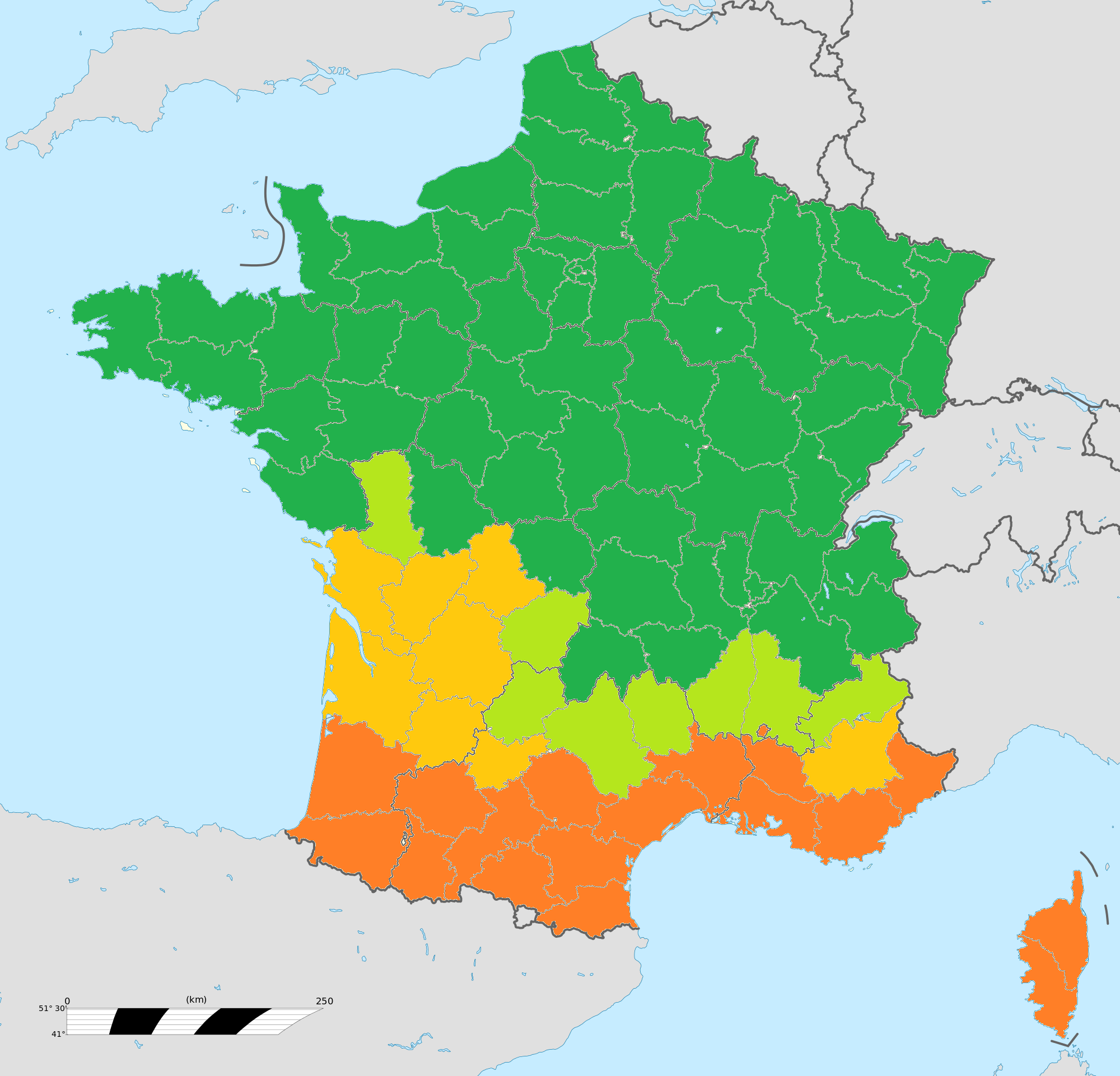
Podział Francji według rodzajów ciasta na Trzech Króli. ciemnozielony – galette 100%, zielony – galette między 50 a 75%, ciemnopomarańczowy – gâteau des rois 100%, jasnopomarańczowy – gâteau 50-75%

Konsumpcja galette des rois jest wydarzeniem rodzinnym lub towarzyskim i obecnie nie jest postrzegana jako ceremoniał religijny. Według badań 43% spożywa to ciasto ze względów towarzyskich; 9% nawet 6 razy do roku. Aż 69% oszukuje przy szukaniu ukrytego ziarna, by korona przypadła najmłodszym. Tradycyjnie najmłodsze dziecko wchodzi pod stół, gdzie w niewidoczny sposób wskazuje, kto będzie kroił ciasto i kto dostanie następny kawałek. Co roku wielka galette, o średnicy 1,2 m dla 150 osób jest wręczana prezydentowi Francji. 

## Galeria i materiały wideo
- Wyrób tradycyjnego ciasta Trzech Króli (z ciasta francuskiego, z masą migdałową)

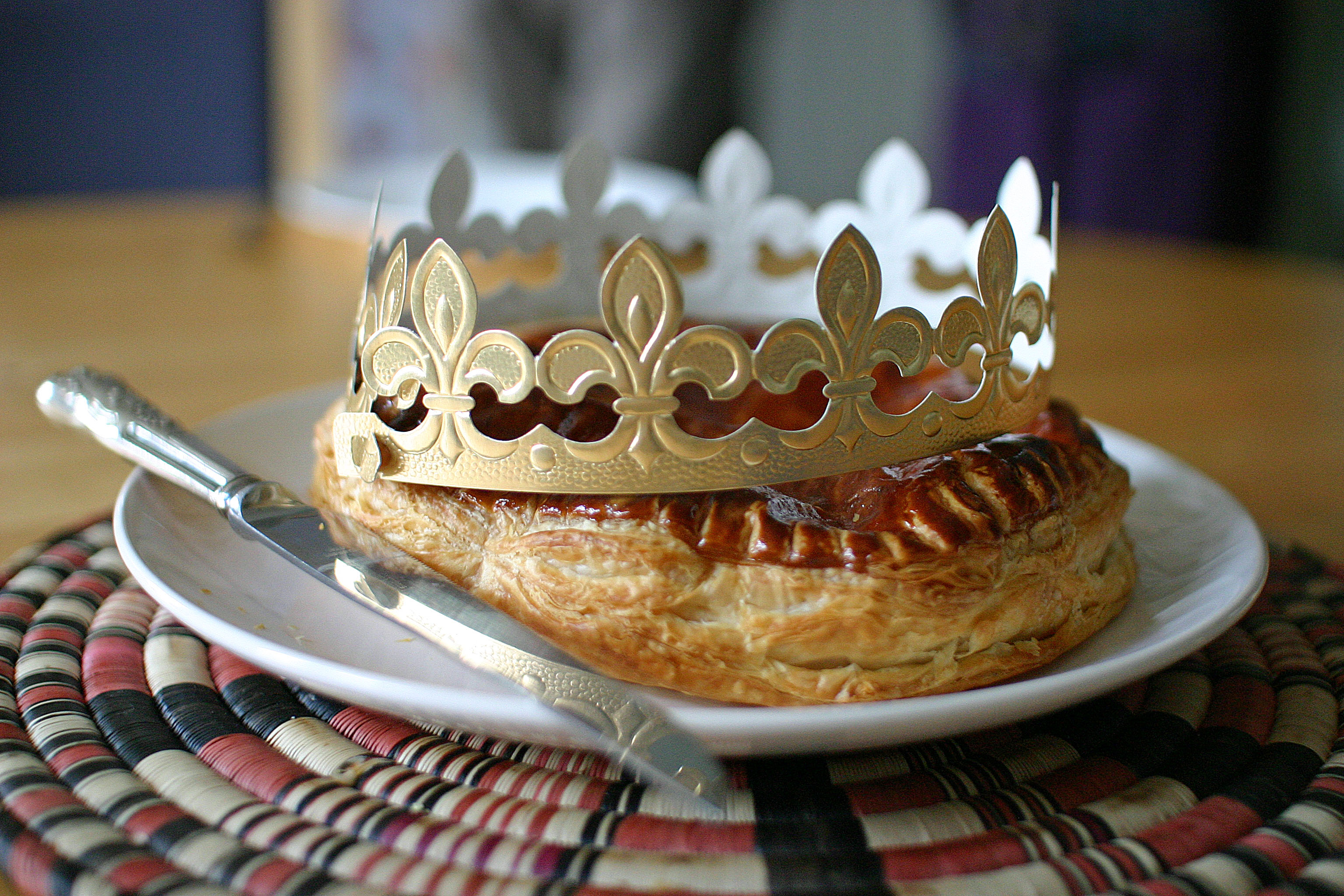
Galette de rois traditionnelle w koronie